# Google Arts & Culture
Google Arts & Culture（グーグル・アーツ・アンド・カルチャー）は、Googleのパートナー・ミュージアムが所有する美術品を、高画質で鑑賞できるサービス。旧称はGoogle アートプロジェクト（グーグル アートプロジェクト）。

## 概要
プロジェクトは、ロンドンのテート・ギャラリー、ニューヨークのメトロポリタン美術館、フィレンツェのウフィツィ美術館など、17のミュージアムとGoogleが協力し、2011年2月1日に始められた。サイト観覧者は、世界中のパートナー・ミュージアムの美術品を鑑賞することができる。サービスには、同社のストリートビューも利用されている。2012年4月3日には、40カ国151のミュージアムの美術品が公開されることが発表された。現在では、46の美術館の32,000点以上の作品が公開されており、他の博物館でも画像撮影中である。これには、アートギャラリー・オブ・オンタリオ、ホワイトハウス、グリフィス大学、イスラム芸術博物館、香港美術館などが含まれる。現在、英語、フランス語、日本語、ポルトガル語など、18の言語で観覧可能。

## サイトの構成
- バーチャル・ギャラリー・ツアー（別名：ギャラリー・ビュー）
サイト観覧者は、インターネット上で美術館内を歩くことができる。Google ストリートビューを使用しており、間取り図をクリックして、場所を選択できる。
- アートワーク・ビュー（別名：マイクスコープ・ビュー）
美術品を拡大し、詳しく見ることができる。2012年4月時点で、32,000点以上の作品が拡大可能。
- クリエイト・アン・アートワーク・コレクション

## 開発
Google アートプロジェクトは、Googleの「20パーセント・タイム政策」によって誕生した。美術館の作品を、Googleの技術を用いて観覧できるサイトを作成しようと、従業員のチームが作成した。その後、2009年に、Googleがプロジェクトを支援することに同意した。

## ミュージアム一覧
このプロジェクトでは、当初、17の美術館から385室の部屋の486人のアーティストによる1,061の作品を6,000通りのストリートビューの画像で観覧できた。
下は、アートプロジェクト公開当時の17のパートナー・ミュージアムの一覧であり、画像は、全てGoogle アートプロジェクトのものである。
| パートナー・ミュージアム                                | Gigapixel artwork |
| ------------------------------------------------------- | --- |
| 旧国立美術館 ドイツ、ベルリン                           | 温室にて エドゥアール・マネ (1878–1879) |
| フリーア美術館（スミソニアン） アメリカ、ワシントンD.C. | 陶器の国の姫君 ジェームズ・マクニール・ホイッスラー (1863–1865) |
| フリック・コレクション アメリカ、ニューヨーク           | 有頂天の聖フランシス ジョヴァンニ・ベリーニ (c. 1480) |
| 絵画館 ドイツ、ベルリン                                 | 商人Georg Gisze ハンス・ホルバイン (1497–1562) |
| カンパ美術館 チェコ、プラハ                             | 英語版ウィキペディア内の画像ファイル (作者は1957年没。アメリカ合衆国では著作権の保護期間が終了しているが、出身国では保護期間内のため、commonsにアップロードされていない) カテドラル フランティセック・クプカ (1912–1913) |
| メトロポリタン美術館 アメリカ、ニューヨーク             | 収穫者 ピーテル・ブリューゲル (1565) |
| ニューヨーク近代美術館 アメリカ、ニューヨーク           | 星月夜 フィンセント・ファン・ゴッホ (1889) |
| ソフィア王妃芸術センター スペイン、マドリッド           | アニス・デル・モノ戦争 フアン・グリス (1914) |
| ティッセン＝ボルネミッサ美術館 スペイン、マドリッド     | 展望する若い騎士 ヴィットーレ・カルパッチョ (1510) |
| ナショナル・ギャラリー イギリス、ロンドン               | 大使たち ハンス・ホルバイン (1533) |
| ヴェルサイユ宮殿 フランス、ヴェルサイユ                 | フランスの女王、マリー・アントワネットと彼女の子供たち エリザベート＝ルイーズ・ヴィジェ＝ルブラン (1787) |
| アムステルダム国立美術館 オランダ、アムステルダム       | 夜警 レンブラント・ファン・レイン (1642) |
| エルミタージュ美術館 サンクトペテルブルク、ロシア       | 放蕩息子の帰還 レンブラント・ファン・レイン (1663–1665) |
| トレチャコフ美術館 モスクワ、ロシア                     | キリストの幻 アレクサンドル・ アンドレーエヴィチ・イワノフ (1837–1857) |
| テート・ブリテン イギリス、ロンドン                     | 英語版ウィキペディア内の画像ファイル (作者は生存しており、著作権の保護期間内である。著作権法の違いによりウィキペディア日本語版では表示できない) 女性がない、叫びがない クリス・オフィリ (1998)                           |
| ウフィツィ美術館 フィレンツェ、イタリア                 | ヴィーナスの誕生 サンドロ・ボッティチェッリ (1483–1485) |
| ゴッホ美術館 オランダ、アムステルダム                   | ファンゴッホの寝室 フィンセント・ファン・ゴッホ (1888) |